# 成人向け
成人向け（せいじんむけ、R-18）は、成年（日本では18歳または20歳以上の年齢）を対象にした「成人指定」のもの。特に、18歳未満禁止のものは、18禁（じゅうはちきん）、R18（アールじゅうはち）とも称される。
なお、必ずしも成年となる年齢と、成人向けの対象となる年齢が一致しない場合もある。

## 概要
性的、暴力的、差別などの非道徳的、賭博などの要素のため、法律や条例等により公的な組織から指定若しくは自主規制という形になる。
対象メディアには、ゲーム、本（漫画、雑誌、写真集等）、映像（テレビ、アニメーション、ビデオ、DVD、ペイチャンネル等）、WEBコンテンツ（アダルトコンテンツ等）などがある。

## 符号位置
| 記号 | Unicode | JIS X 0213 | 文字参照            | 名称                         |
| ---- | ------- | ---------- | ------------------- | ---------------------------- |
| 🔞   | U+1F51E | -          | &#x1F51E; &#128286; | NO ONE UNDER EIGHTEEN SYMBOL |